# Église Saint-Rémy de Louâtre
L'église Saint-Rémy est une église située à Louâtre, en France.

## Localisation
L'église est située sur la commune de Louâtre, dans le département de l'Aisne.

## Historique
Le monument est classé au titre des monuments historiques en 1921.